# Saint-André-de-Buèges
Saint-André-de-Buèges (okzitanisch: Sent Andrieu de Buòja) ist ein Ort und eine französische Gemeinde mit 47 Einwohnern (Stand: 1. Januar 2022) im Département Hérault in der Region Okzitanien (vor 2016: Languedoc-Roussillon). Sie gehört zum Arrondissement Lodève und zum Kanton Lodève. Die Einwohner werden Andrébuègeois genannt.

## Lage
Die Gemeinde Saint-André-de-Buèges liegt am Fluss Buèges, etwa 31 Kilometer nordwestlich von Montpellier. Umgeben wird Saint-André-de-Buèges von den Nachbargemeinden Gorniès im Norden, Brissac im Osten, Causse-de-la-Selle im Süden sowie Saint-Jean-de-Buèges im Westen. Das Gemeindegebiet von Saint-André-de-Buèges umfasst den südöstlichen Teil der Montagne de la Séranne, einem Gebirgsstock im äußersten Süden des Zentralmassivs mit dem 942 m hohen Roc Blanc als höchstem Punkt im Gemeindeareal.

## Bevölkerungsentwicklung
| Jahr                       | 1962 | 1968 | 1975 | 1982 | 1990 | 1999 | 2011 | 2020 |
| Einwohner                  | 66   | 60   | 50   | 52   | 54   | 58   | 57   | 40   |
| Quellen: Cassini und INSEE |      |      |      |      |      |      |      |      |

## Sehenswürdigkeiten
- Kirche Saint-André aus dem 12. Jahrhundert, Monument historique seit 1925

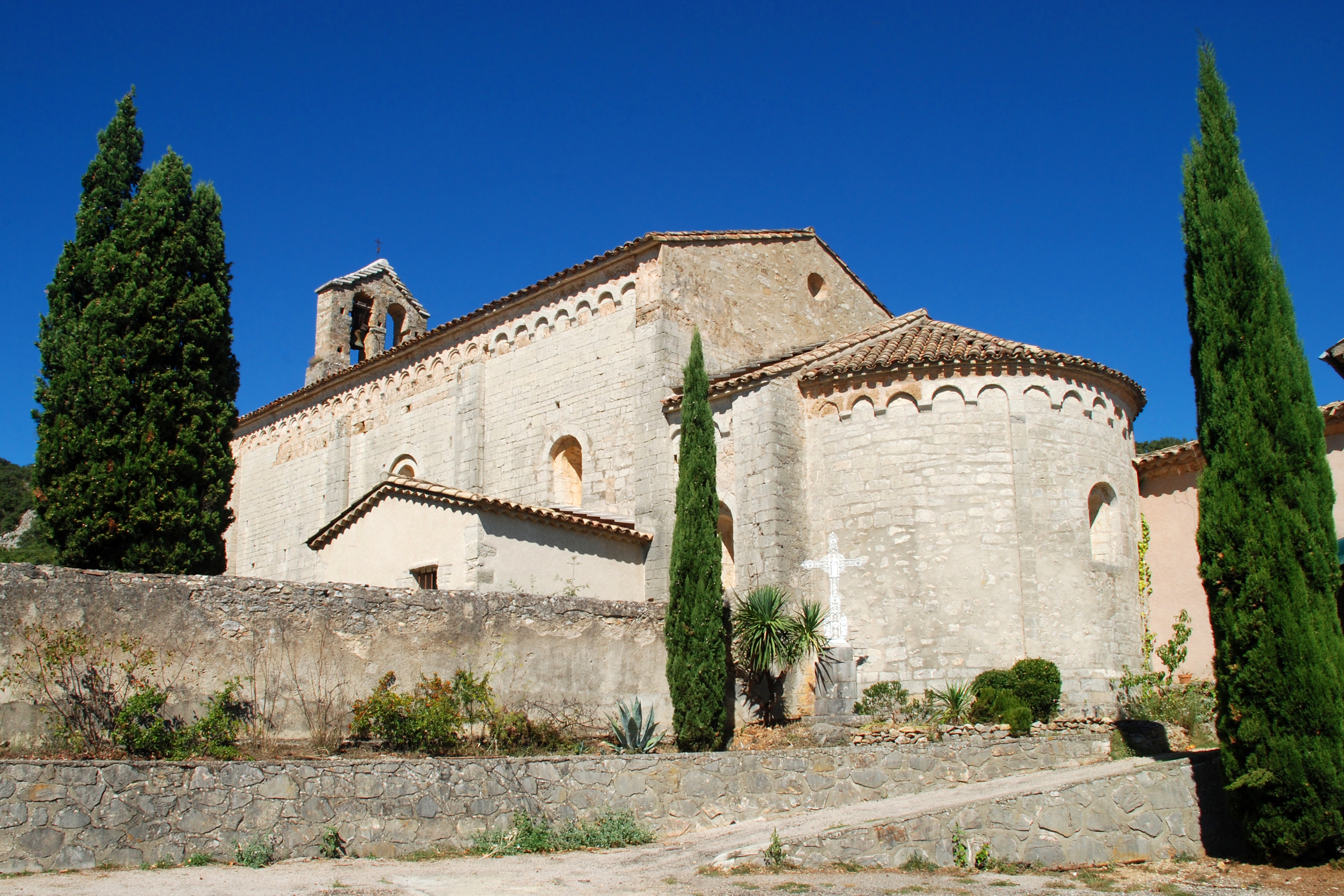
Kirche Saint-André
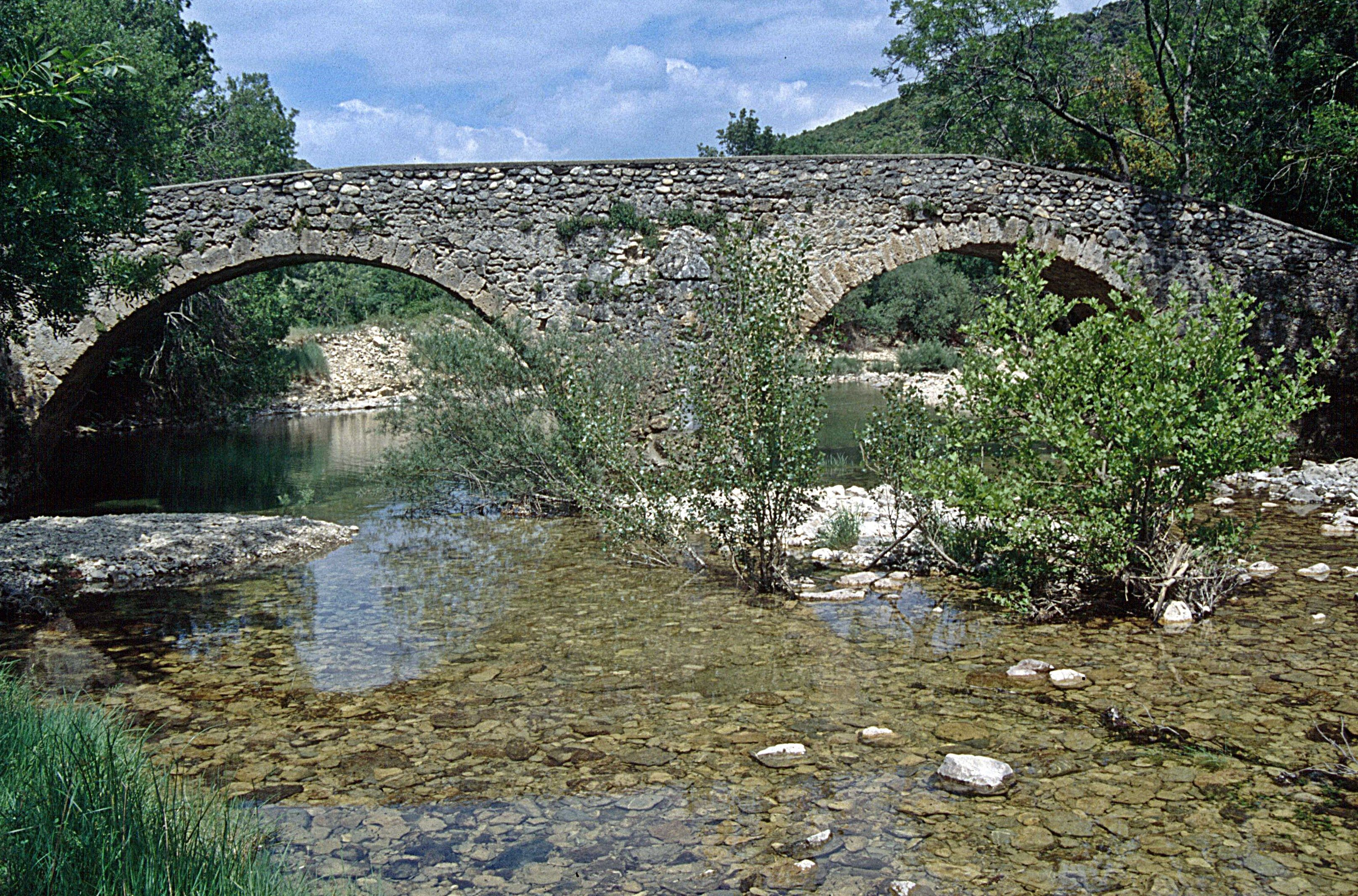
Pont de Vareilles über den Fluss Buèges